# ニコライ・ストゴフ
ニコライ・ニコラエヴィッチ・ストゴフ（ロシア語: Николай Николаевич Стогов、1872年9月10日 - 1959年12月7日）は、ロシア帝国の軍人。ロシア帝国軍時代は中将。ロシア革命後、赤軍に移り全ロシア参謀総長を務めたが、後に白軍運動に加わった。

## 経歴

### 軍歴
- 1893年 - 第2コンスタンチン学校卒業。近衛ヴォルィン連隊に配属
- 1900年 - ニコライ参謀本部アカデミー（ロシア語版、英語版）卒業
- 1900年11月 - 第17歩兵師団本部先任副官
- 1901年5月 - 第6軍団本部附属特別委任補給将校
- 1904年9月 - ワルシャワ軍管区（英語版）本部先任副官
- 1909年3月 - 参謀本部総局の班長
- 1910年7月 - 参謀本部総局の事務官
- 1913年2月 - 第1フィンランド狙撃師団参謀長
- 1914年10月 - ゲオルギー武器を授与される。
- 1914年11月 - 第3フィンランド狙撃連隊長
- 1915年3月 - 四等聖ゲオルギー勲章を授与される。
- 1915年4月 - 第8軍補給総監
- 1916年9月 - 第8軍参謀長

### ロシア革命
二月革命後、多くの指揮官が解任される中、1917年4月17日に第16軍団長に任命される。ラーヴル・コルニーロフ将軍の行動時、9月10日、S.マルコフ将軍に代わり、南西戦線の軍の参謀長に任命された。
十月革命後、戦線の軍総司令官を暫くの間代行した。1918年1月、労農赤軍に入隊し、5月～6月の間、全ロシア参謀総長を務めた。反ソ組織民族センター（ロシア語: Национальный центр）とその軍事組織モスクワ地区義勇軍本部（ロシア語: Штаб Добровольческой армии Московского района）の創設に関与した。1919年、組織は壊滅し、ストゴフは同年4月にチェーカーにより逮捕され、アンドロニク修道院に収監された。12月、ポーランド、その後、南ロシアに逃亡した。

### 白軍
1919年秋から南ロシア軍に入隊し、総司令官本部附属の予備役となった。1920年2月～5月、クバン軍参謀長。5月末からセヴァストポリ要塞警備司令兼軍後方地区・ケルチ半島司令官。
クリミアからの撤収後、ユーゴスラビアのゼムンで数年間過ごした。1924年からパリに移り、工場で働いた。1928年からロシア全軍連合副軍事官房長、1930年から軍事官房長。1934年9月からロシア全軍連合第1課参謀本部将校協会地区理事長、同年12月からゲオルギー勲章所持者連合副議長。1934年から在パリ参謀本部将校協会会長。
1948年から親衛部隊運営委員会議長を務める。

## 参考資料
- "Кто был кто в первой мировой войне. Биографический энциклопедический словарь", Залесский К.А., М., 2003